# Minister's Face Nature Preserve
Minister's Face Nature Preserve är ett naturreservat i provinsen New Brunswick i Kanada. Det ligger på ön Long Island i Kings County i södra delen av provinsen, omkring 12 km norr om Saint John.